# Alexander Herr
Alexander Herr, nemški smučarski skakalec, * 4. oktober 1978, Furtwangen, Nemčija.  
Herr je začel skakati pri štirih letih. Njegov največji uspeh je bronasta medalja na mladinskem svetovnem prvenstvu v Harrachovu leta 1993.
V sezoni 1994/95 je postal član nemške ekipe. Prvič je bil v deseterici na tekmi v Engelbergu v sezoni 1998/99. Na svetovnem prvenstvu v Lahtiju leta 2001 je z nemško ekipo osvojil zlato medaljo na veliki in bron na mali skakalnici.
Nato je do sezone 2002/03 tekmoval v kontinentalnem pokalu. V naslednji sezoni pa je dosegel svoje najboljše rezultate v karieri; bil je 7. v Libercu in Willingenu ter 6. v Lahtiju in 3. v Kuopiu.  
Na začetku sezone 2004/05 je v Kuusamu osvojil 2. mesto, za prvouvrščenim Ahonenom pa je zaostal za 43 točk. Drugi dan tekmovanja je bil 9. 
Na svetovnem prvenstvu v poletih v Kulmu leta 2006 je na ekipni tekmi osvojil bronasto medaljo, sam pa je dosegel osebni rekord v poletih (203,5 metra). 
Na olimpijskih igrah v Torinu je bil 21. na mali napravi. Nato pa je na internih kvalifikacijah izgubil boj z Martinom Schmittom za nastop na veliki skakalnici. Herr se ni sprijaznil s tem dejstvom, obtožil je trenerja Petra Rohweina neprofesionalnosti, sam pa je zapustil nemško izbrano vrsto. Nato je želel nastopati za Švedsko, vendar ni dobil državljanstva. Zato je poskusil tekmovati za Poljsko, vendar tudi tam še ni dobil dovoljenja za nastope.